# Échenay
Échenay est une commune française située dans le département de la Haute-Marne, en région Grand Est.

## Géographie
Échenay se trouve sur une terre argilo-calcaire.

### Communes limitrophes
Les communes avoisinantes d'Échenay sont Aingoulaincourt (2 km via la D 215), Pansey (2,2 km via la D 151), Gillaumé (2,2 km via la D 215), Harméville, Soulaincourt.
| Pansey          |                       | Saudron   |
| Aingoulaincourt | Échenay               | Gillaumé  |
| Sailly          | Thonnance-les-Moulins | Lezéville |

### Hydrographie
La commune est dans la région hydrographique « la Seine de sa source au confluent de l'Oise (exclu) » au sein du bassin Seine-Normandie. Elle est drainée par la Saulx, divers bras de la Saulx, divers bras de la Saur, le canal 01 des Macherelles, le canal 03 du Grand Étang, la Saur et divers autres petits cours d'eau,.
La Saulx, d'une longueur de 115 km, prend sa source dans la commune de Germay et se jette  dans la Marne à Vitry-le-François, après avoir traversé 39 communes. 

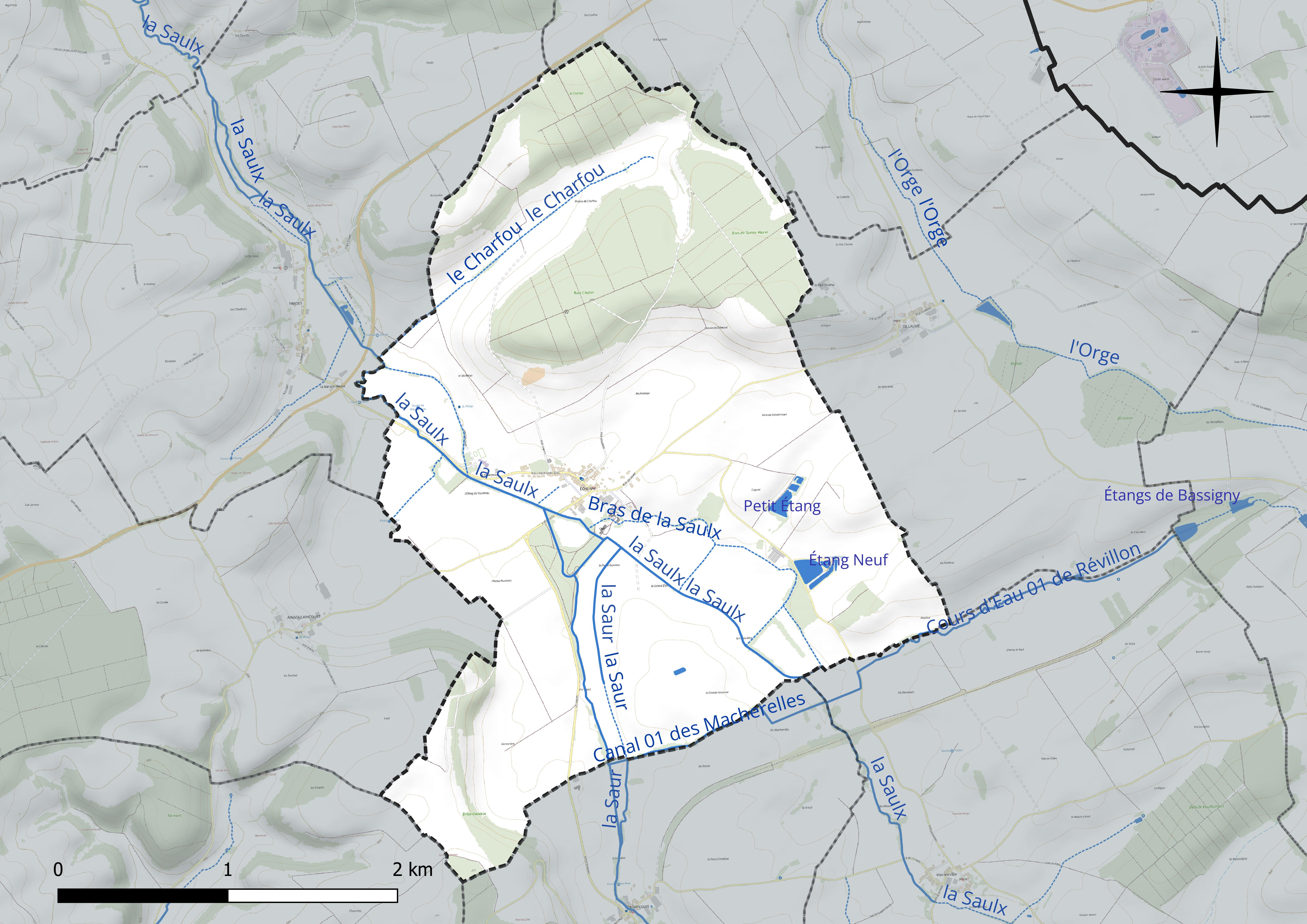
Réseau hydrographique d'Échenay.

Deux plans d'eau complètent le réseau hydrographique : le Petit étang (1,4 ha) et l'étang Neuf (2,1 ha),.

### Climat
Pour des articles plus généraux, voir Climat du Grand Est et Climat de la Haute-Marne.
En 2010, le climat de la commune est de type climat de montagne, selon une étude du Centre national de la recherche scientifique s'appuyant sur une série de données couvrant la période 1971-2000. En 2020, Météo-France publie une typologie des climats de la France métropolitaine dans laquelle la commune est exposée à un climat océanique altéré et est dans la région climatique  Lorraine, plateau de Langres, Morvan, caractérisée par un hiver rude (1,5 °C), des vents modérés et des brouillards fréquents en automne et hiver. 
Pour la période 1971-2000, la température annuelle moyenne est de 9,8 °C, avec une amplitude thermique annuelle de 16,6 °C. Le cumul annuel moyen de précipitations est de 1 035 mm, avec 13,6 jours de précipitations en janvier et 9,8 jours en juillet. Pour la période 1991-2020, la température moyenne annuelle observée sur la station météorologique de Météo-France la plus proche, « Cirfontaines_sapc », sur la commune de Cirfontaines-en-Ornois à 6 km à vol d'oiseau, est de 10,4 °C et le cumul annuel moyen de précipitations est de 904,1 mm. 
La température maximale relevée sur cette station est de 40 °C, atteinte le 12 août 2003 ; la température minimale est de −19,6 °C, atteinte le 6 février 1963,,. 
Les paramètres climatiques de la commune ont été estimés pour le milieu du siècle (2041-2070) selon différents scénarios d'émission de gaz à effet de serre à partir des nouvelles projections climatiques de référence DRIAS-2020. Ils sont consultables sur un site dédié publié par Météo-France en novembre 2022.

## Urbanisme

### Typologie
Au 1er janvier 2024, Échenay est catégorisée commune rurale à habitat dispersé, selon la nouvelle grille communale de densité à sept niveaux définie par l'Insee en 2022.
Elle est située hors unité urbaine et hors attraction des villes,.

### Occupation des sols
L'occupation des sols de la commune, telle qu'elle ressort de la base de données européenne d’occupation biophysique des sols Corine Land Cover (CLC), est marquée par l'importance des territoires agricoles (79 % en 2018), une proportion identique à celle de 1990 (79 %). La répartition détaillée en 2018 est la suivante : 
terres arables (62,7 %), forêts (21 %), zones agricoles hétérogènes (9 %), prairies (7,3 %). L'évolution de l’occupation des sols de la commune et de ses infrastructures peut être observée sur les différentes représentations cartographiques du territoire : la carte de Cassini (XVIIIe siècle), la carte d'état-major (1820-1866) et les cartes ou photos aériennes de l'IGN pour la période actuelle (1950 à aujourd'hui).

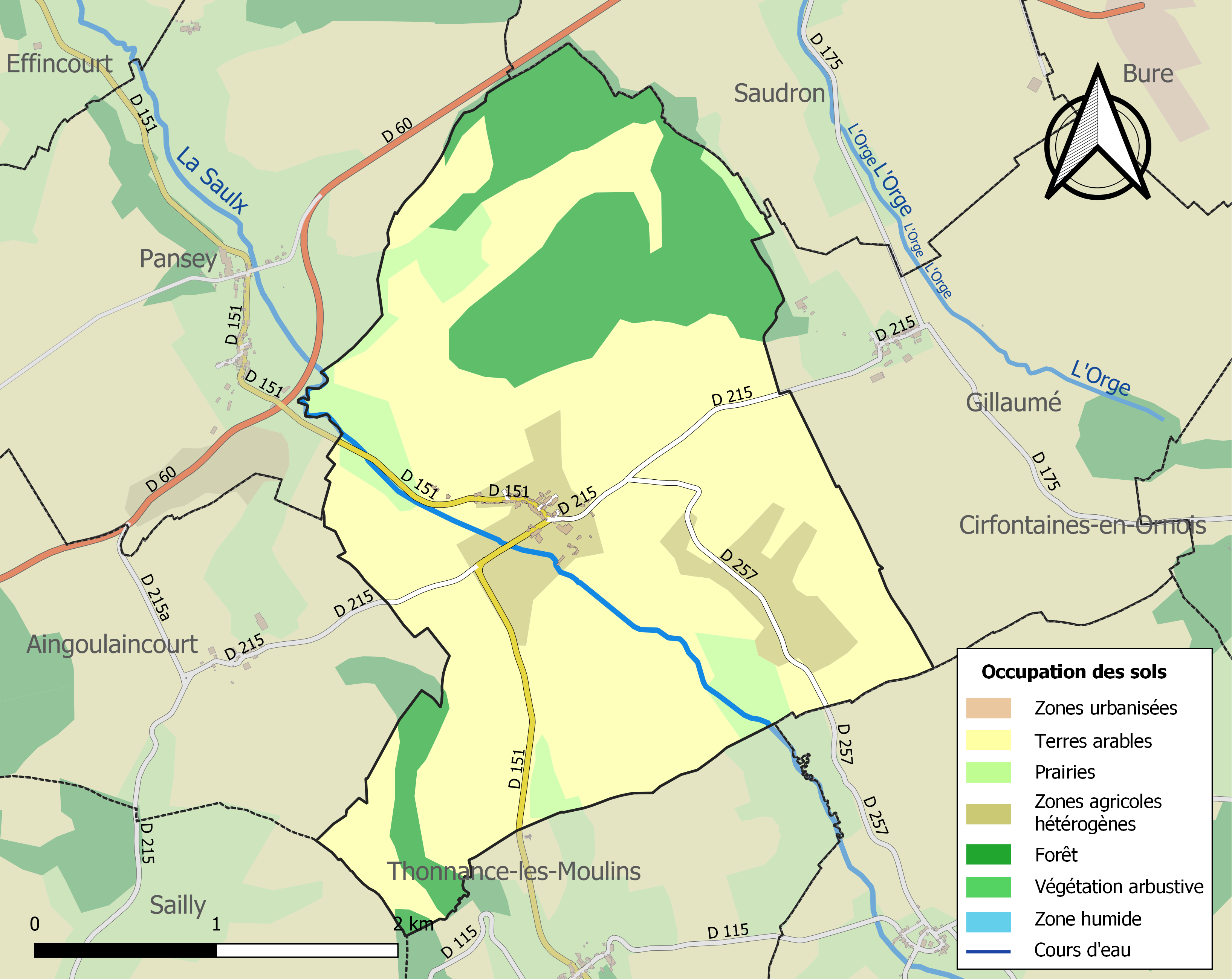
Carte des infrastructures et de l'occupation des sols de la commune en 2018 (CLC).

## Toponymie
Le nom de la localité est attesté sous les formes Les Chanels (1305) ; Les Chaasnelz (1330) ; Les Chaasnels (1334) ; Les Chasnelz (1401) ; Eschanetz, Eschasnetz, Les Chasnetz, Les Chanetz (1539) ; Eschenetz (1568) ; Les Chesnetz (1603) ; Les Chenets (1657) ; Eschenetz (1742) ; Echenay (1758) ; Échênay (XVIIIe siècle).

Lire Le Chênaye, désignant une « forêt de chênes », variante dialectale caisne, quesne, du latin quercetum, synonyme de der, issu du gaulois dervos « chêne ».
Les habitants d'Échenay s'appellent les Epincellois.

## Politique et administration

### Liste des maires
| Période                                  | Période  | Identité                                     | Étiquette    | Qualité                                                                                                 |
| ---------------------------------------- | -------- | -------------------------------------------- | ------------ | --- |
| Les données manquantes sont à compléter. |          |                                              |              | |
| ?                                        | ?        | Gabriel de Rarécourt de La Vallée de Pimodan | Conservateur | Marquis de Pimodan Duc de Rarécourt Conseiller général du canton de Poissons (1898-1910 puis 1919-1924) |
| mars 2001                                | 2014     | Jacky Boussel                                |              | |
| 2014                                     | En cours | Jean-Pierre Bourgeois                        |              | |

## Population et société

### Démographie
L'évolution du nombre d'habitants est connue à travers les recensements de la population effectués dans la commune depuis 1793. Pour les communes de moins de 10 000 habitants, une enquête de recensement portant sur toute la population est réalisée tous les cinq ans, les populations de référence des années intermédiaires étant quant à elles estimées par interpolation ou extrapolation. Pour la commune, le premier recensement exhaustif entrant dans le cadre du nouveau dispositif a été réalisé en 2008.

En 2022, la commune comptait 94 habitants, en stagnation par rapport à 2016 (Haute-Marne : −4,62 %, France hors Mayotte : +2,11 %).
| 1793 | 1800 | 1806 | 1821 | 1831 | 1836 | 1841 | 1846 | 1851 |
| ---- | ---- | ---- | ---- | ---- | ---- | ---- | ---- | ---- |
| 228  | 251  | 263  | 230  | 249  | 241  | 231  | 247  | 253  |

| 1856 | 1861 | 1866 | 1872 | 1876 | 1881 | 1886 | 1891 | 1896 |
| ---- | ---- | ---- | ---- | ---- | ---- | ---- | ---- | ---- |
| 258  | 259  | 241  | 206  | 204  | 215  | 202  | 216  | 198  |

| 1901 | 1906 | 1911 | 1921 | 1926 | 1931 | 1936 | 1946 | 1954 |
| ---- | ---- | ---- | ---- | ---- | ---- | ---- | ---- | ---- |
| 193  | 189  | 172  | 142  | 127  | 128  | 111  | 121  | 114  |

| 1962 | 1968 | 1975 | 1982 | 1990 | 1999 | 2006 | 2008 | 2013 |
| ---- | ---- | ---- | ---- | ---- | ---- | ---- | ---- | ---- |
| 110  | 92   | 91   | 87   | 93   | 101  | 92   | 89   | 97   |

| 2018 | 2022 | - | - | - | - | - | - | - |
| ---- | ---- | - | - | - | - | - | - | - |
| 91   | 94   | - | - | - | - | - | - | - |

## Culture locale et patrimoine

### Lieux et monuments
- Église Saint-Martin.
- Lavoir.
  - À la suite de l'effondrement de la tour-horloge, une reconstruction à l'identique a été menée en 2003-2004[23]. En effet le lavoir d'Échenay est le seul lavoir de France à posséder une horloge. Le campanile a été revêtu d'un bardage en chêne peint. Le montant des travaux s'est élevé à 340 000 € HT.
- Château de Pimodan.

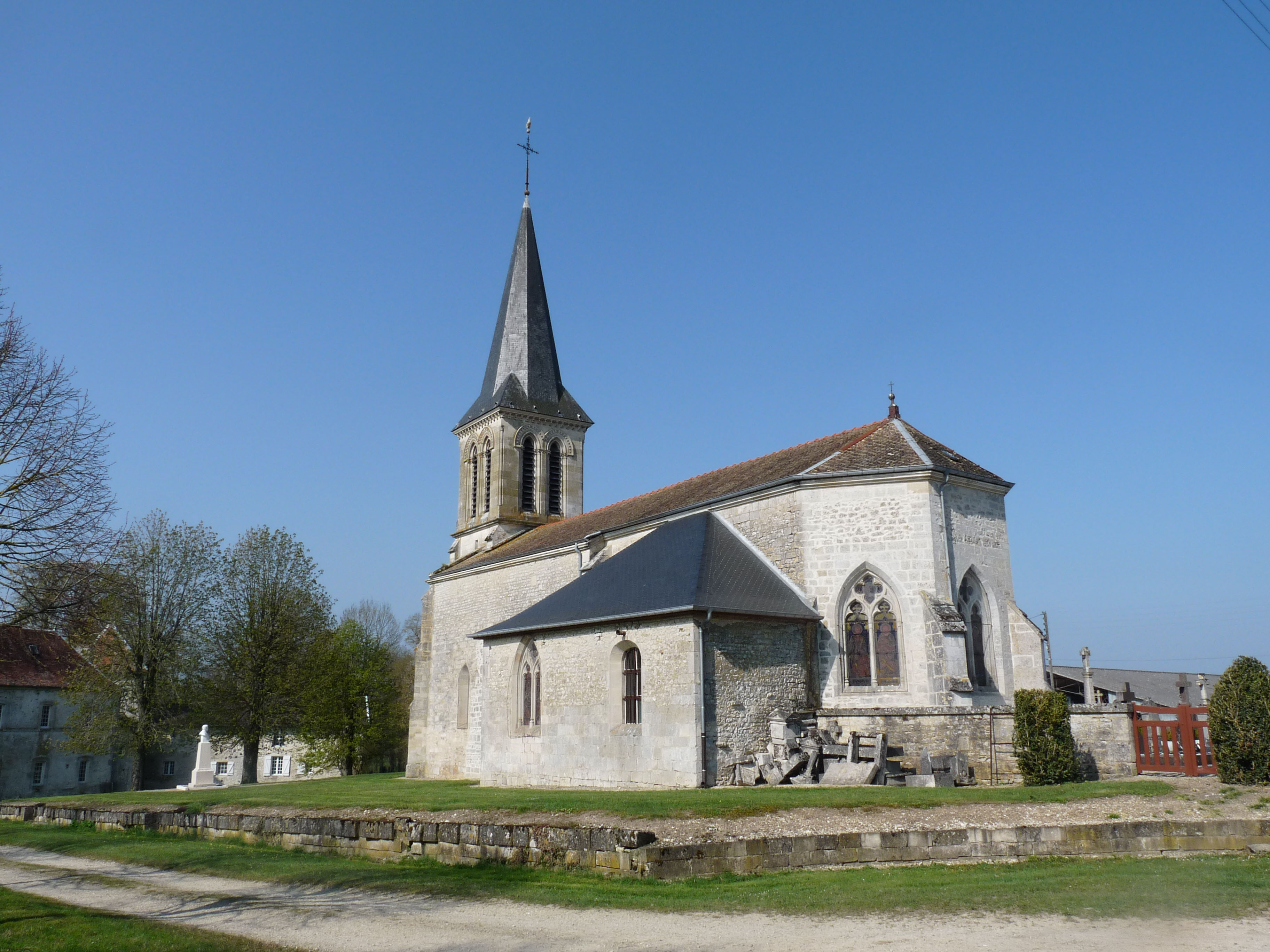
Église.
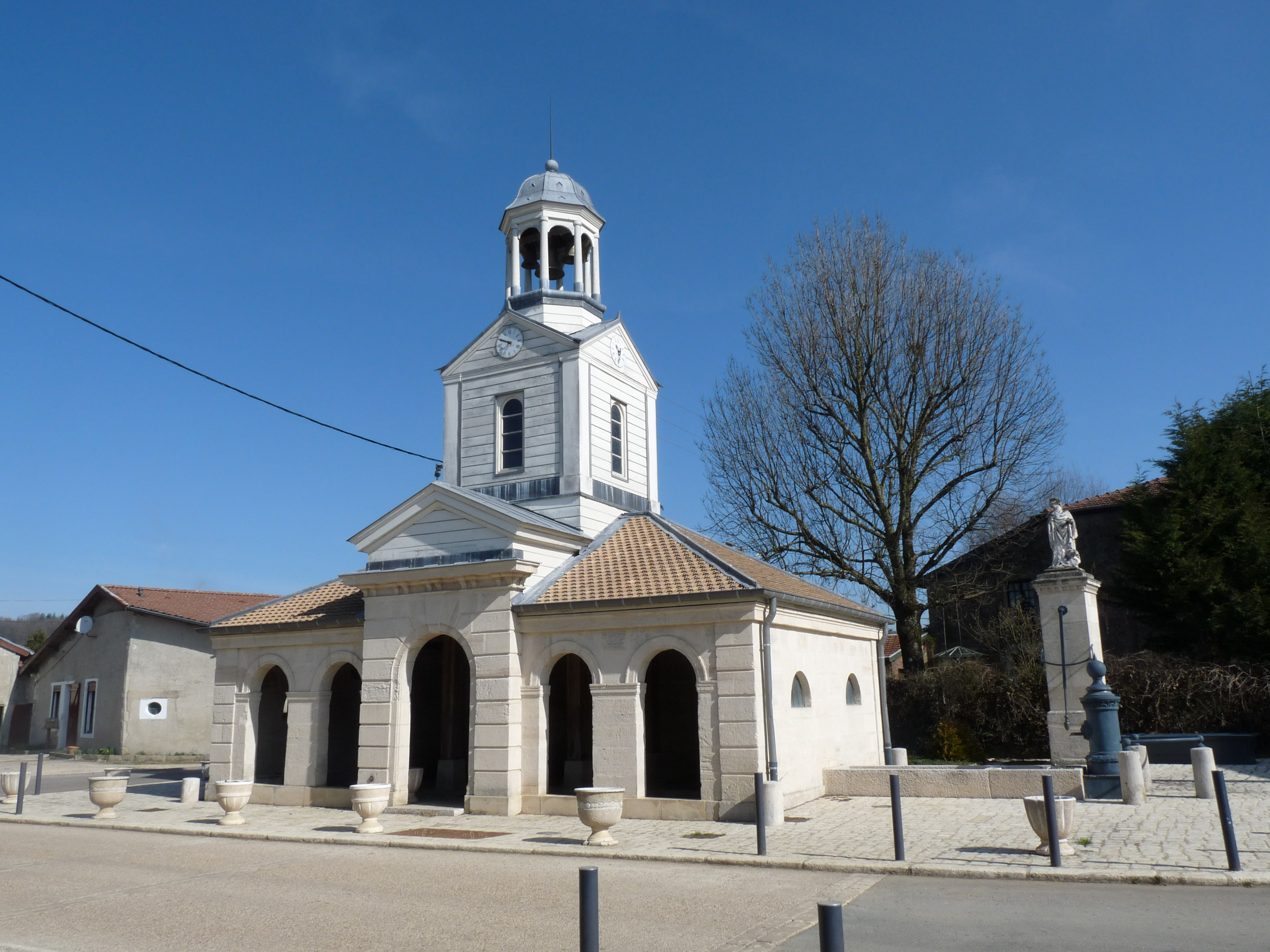
Lavoir reconstruit en 2004.
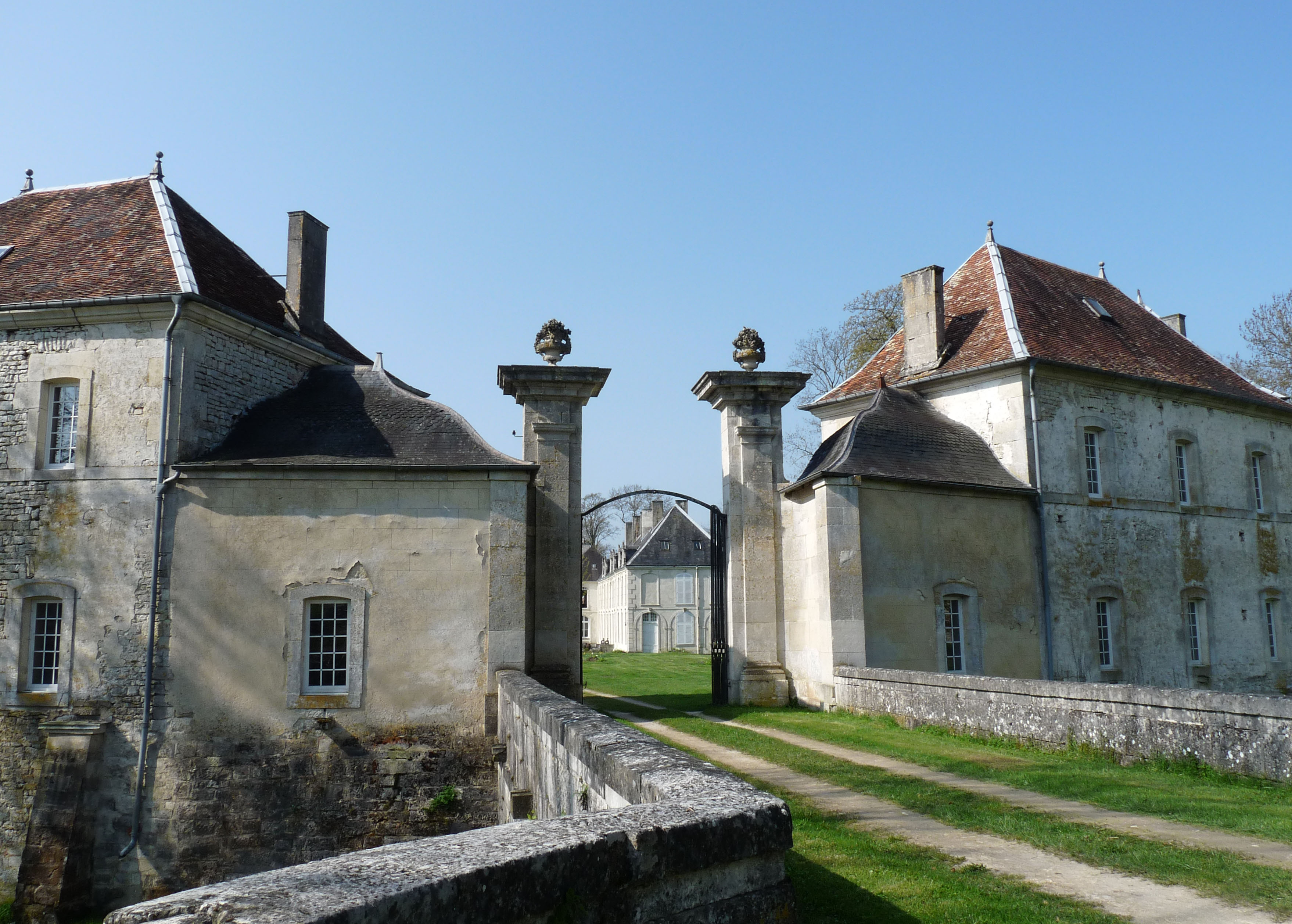
Entrée du château de Pimodan.
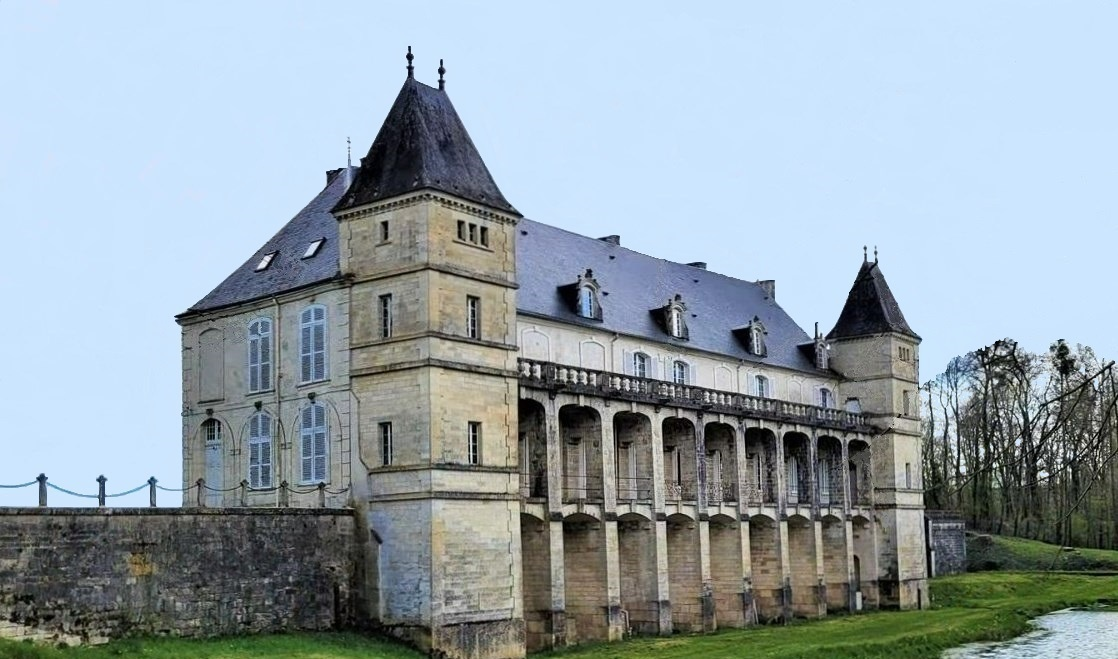
Le château

### Personnalités liées à la commune
- Georges de la Vallée de Rarecourt, marquis de Pimodan (29 janvier 1822 Échenay - 18 septembre 1860 Castelfidardo) était un militaire français au service de l'Autriche et des États pontificaux. En reconnaissance de sa mort à la tête des troupes pontificales, le pape Pie IX décerna, à titre héréditaire, à tous ses descendants mâles, le titre de duc.

### Héraldique
| Armes d’Échenay | Les armes d’Échenay se blasonnent ainsi : d'argent aux cinq annelets de gueules ordonnés en sautoir accompagnés de quatre mouchetures d'hermine de sable ordonnées 1.2.1 |

Ce sont les armes de la famille de Pimodan dont la devise est Potius Mori quam foedari : plutôt mourir que se déshonorer.